# بروكيوس فستوس
بروكيوس فستوس أو فستوس الوالي الروماني على اليهودية والسامرة بين عامي 60 و62 وهو أحد الشخصيات المذكورة في العهد الجديد ضمن سفر أعمال الرسل، في إطار إعادة محاكمة بولس الرسول المذكورة في الفصل الخامس والعشرين منه؛ ورغم اهتمامه بكسب ورد اليهود، إلا أنه أظهر عدالة في التعامل مع بولس، ويذكر سفر الأعمال عن علاقة طبية جمعت بين الحاكم وبين الملك أغريباس الثاني، وقد تعاونا سوية لحكم إقلميهما المتجاورين. وقد أبدي فستوس استغرابه من معتقدات اليهود والمسيحيين الدينية.